# راي راي
رايش براين (بالإنجليزية: Ryeisha Berrain) المعروفة باسم راي راي (بالإنجليزية: Rye Rye) وهي مغنية راب ، وراقصة ، وممثلة، وهي أمريكية الجنسية، سجلت في N.E.E.T. Recordings ، وقامت بإصدار Go! Pop! Bang! في 15 مايو 2012 ، في بداية عام 2009 ، قامت محطة التلفزيون إم إس إن بي سي بجعلها أحد أفضل 5 مغنيات بوب يافعات." ، في 2011 ، قامت مجلة بيلبورد بتسمية راي راي باسم "21 آندر 21" ، ولأول تمثيل لها كان في فيلم 21 شارع جامب في عام 2012 .

## وصلات خارجية
- راي راي على موقع IMDb (الإنجليزية)
- راي راي على موقع ميوزك برينز (الإنجليزية)
- راي راي على موقع رولينغ ستون (الإنجليزية)
- راي راي على موقع أول موفي (الإنجليزية)
- راي راي على موقع أول ميوزيك (الإنجليزية)
- راي راي على موقع ديسكوغز (الإنجليزية)
- راي راي على موقع كينوبويسك (الروسية)

- Rye Rye official website
- Rye Rye at Interscope